# بيل كوك (رجل أعمال)
بيل كوش (بالإنجليزية: Bill Koch) هو رائد أعمال أمريكي، ولد في 3 مايو 1940 في ويتشيتا في الولايات المتحدة.

## وصلات خارجية
- بيل كوش على موقع إن إن دي بي (الإنجليزية)